# Live and More
Live and More – koncertowy album amerykańskiej piosenkarki Donny Summer wydany w 1978 roku przez Casablanca Records.
Było to drugie dwupłytowe wydawnictwo piosenkarki. Płyta zawiera materiał nagrany na żywo podczas koncertu w Los Angeles w 1978 roku, rozłożony na trzech pierwszych stronach oryginalnego wydania winylowego. Pośród nich znalazły się nie tylko przeboje Summer, ale i standardy muzyki popularnej oraz cover hitu „The Way We Were” z repertuaru Barbry Streisand. Na stronie czwartej umieszczone zostało nagranie studyjne, suita „MacArthur Park”, w skład której weszło m.in. tytułowe nagranie i „Heaven Knows”. Oba fragmenty zostały wydane jako single i zdobyły popularność na listach przebojów. Album Live and More osiągnął duży sukces komercyjny – był pierwszym numerem 1 Donny na amerykańskiej liście Billboard 200, a w Kanadzie zdobył status podwójnej platyny. Płyta zdobyła też American Music Award w kategorii Disco Album.

## Lista utworów
Strona 1
1. „Once Upon a Time” – 3:03
2. „Fairy Tale High” – 2:20
3. „Faster and Faster to Nowhere” – 2:09
4. „Spring Affair” – 2:34
5. „Rumour Has It” – 2:34
6. „I Love You” – 3:38

Strona 2
1. „Only One Man” – 2:06
2. „I Remember Yesterday” – 3:52
3. „Love's Unkind” – 2:37
4. „My Man Medley”: „The Man I Love”/„I Got It Bad and That Ain't Good”/„Some of These Days” – 6:25
5. „The Way We Were” – 3:23
6. „Mimi's Song” – 4:28

Strona 3
1. „Try Me, I Know We Can Make It” – 4:14
2. „Love to Love You Baby” – 3:34
3. „I Feel Love” – 6:56
4. „Last Dance” – 5:32

Strona 4
1. „MacArthur Park Suite”: „MacArthur Park”/„One of a Kind”/„Heaven Knows”/„MacArthur Park” (Reprise) – 17:34

## Notowania
| Kraj                              | Pozycja | Certyfikat          |
| --------------------------------- | ------- | ------------------- |
| Australia                         | 27      |                     |
| Francja                           | 17      |                     |
| Hiszpania                         | 15      |                     |
| Holandia (MegaCharts)             | 25      |                     |
| Kanada                            | 2       | 2 × platynowa płyta |
| Nowa Zelandia                     | 4       |                     |
| Stany Zjednoczone (Billboard 200) | 1       | platynowa płyta     |
| Wielka Brytania (UK Albums Chart) | 16      | złota płyta         |